# Залізничне (пункт контролю)
45°44′50″ пн. ш. 28°36′58″ сх. д. / 45.74722° пн. ш. 28.61611° сх. д.
Залізни́чне — пункт пропуску через державний кордон України на кордоні з Молдовою.
Розташований в Одеській області, Болградський район, неподалік від однойменного села на автошляху Т 1608. Із молдавського боку розташований пункт пропуску «Кайраклія» в однойменному селі, Тараклійський район, на автошляху місцевого значення в напрямку Тараклії.
Вид пункту пропуску — автомобільний. Статус пункту пропуску — міждержавний (після завершення будівництва), місцевий (цілодобовий).
Характер перевезень — пасажирський.
Судячи із відсутності даних про пункт пропуску «Залізничне» на сайті МОЗ, очевидно пункт може здійснювати тільки радіологічний, митний та прикордонний контроль.